# Al-Isra (sura)

Al-Isra w kaligrafii arabskiej

Al-Isra, w polskim tłumaczeniu Podróż nocna(arab. ‏الإسراء‎, al-isrāʼ) – 17. sura Koranu. Zaliczana jednomyślnie do sur mekkańskich. Według muzułmanów, została ona objawiona w końcowej fazie okresu mekkańskiego, niedługo przed Hidżrą. Znana też pod inną nazwą sura Bani Israil (Synowie Izraela).

## Pochodzenie nazwy

### Al-Isra
Ta nazwa sury jest zaczerpnięta z wersetu 1.:
W tłumaczeniu Józefa Bielawskiego:
"Chwała Temu, który przeniósł (arabski: إسراء) Swojego sługę nocą z Meczetu świętego do meczetu dalekiego, którego otoczenie pobłogosławiliśmy, aby mu pokazać niektóre Nasze znaki. Zaprawdę, On jest Słyszący, Widzący!"
W tłumaczeniu Musy Çaxarxana Czachorowskiego:
"Chwała Temu, który przeniósł (arabski: إسراء) Swego sługę nocą ze Świętego Meczetu do Meczetu Dalekiego, którego otoczenie pobłogosławiliśmy, aby pokazać mu niektóre z Naszych znaków! Zaprawdę, On jest Słyszący, Widzący!"

### Bani Israil
Ta nazwa sury jest zaczerpnięta z wersetu 4.:
W tłumaczeniu Józefa Bielawskiego:
"I postanowiliśmy w tej Księdze względem synów Izraela: "Będziecie siać zgorszenie na ziemi dwukrotnie i wbijecie się w wielką dumę.""
W tłumaczeniu Musy Çaxarxana Czachorowskiego:
"I postanowiliśmy w Księdze o synach Izraela: „Po dwakroć dopuścicie się zgorszenia na ziemi i wzbijecie się w pychę niezmierną”"
Podobnie jak w przypadków nazw większości sur w Koranie, nazwa Al-Isra nie opisuje tematu całej sury. Jest swego rodzaju słowem-kluczem, którego zwyczajowo używano, aby odróżnić tę surę od innych. W przypadku tej sury w hadisach i tafsirach można spotkać dwie różne nazwy, np. w Tafsir ibn Kathir.

## Główne wątki i postaci w surze Al-Isra
- Isra - cudowna podróż Mahometa z Mekki do Jerozolimy, do meczetu Al-Aqsa
- Polecenie czczenia tylko jednego Boga - Allaha
- Nakaz posłuszeństwa i dobroci wobec rodziców
- Zakaz zabijania dzieci ze strachu przed biedą
- Nakaz dawania jałmużny potrzebującym i krewnym
- Zakaz cudzołóstwa
- Zakaz bycia aroganckim
- Nakaz dbania o własność sierot[3]
- Pokłon aniołów przed Adamem, odmowa dżina Iblisa
- Ludzie nie mogą stworzyć księgi takiej, jak Koran
- fragmenty historii Faraona, Musy (Mojżesza) i Izraelitów[4]